# Williston Lake
Der Williston Lake ist ein Stausee in British Columbia (Kanada), der nach dem Bau des W.-A.-C.-Bennett-Staudamms (früher: Portage Mountain Dam) entstanden ist. Er ist nach dem Stauvolumen der siebentgrößte Stausee der Erde und der größte in British Columbia.

## Geographie
Der Stausee befindet sich im Rocky Mountain Trench. Westlich des Sees liegen dann die Omineca Mountains. Die Gebirgszüge östlich des Sees gehören zu den kanadischen Rocky Mountains (nordöstlich die Muskwa Ranges bzw. südöstlich die Northern Continental Ranges).

Rund um den See befinden sich zahlreiche Provinzparks, wie etwa der Muscovite Lakes Provinicial Park, der Omineca Provincial Park, der Ed Bird-Estella Provincial Park, der Butler Ridge Provincial Park oder der Heather-Dina Provincial Park.

## Geschichte
Die Fertigstellung des Staudamms erfolgte 1968, was somit auch die Entstehung des Stausees bedeutete. In der Planungsphase wurde der See als Peace River Reservoir bezeichnet. Später wurde er jedoch nach Ray Gillis Williston, einem früheren kanadischen Minister für Land-, Forst- und Wasserwirtschaft, benannt. Es wurde damit gerechnet, dass der Williston Lake seine maximale Speicherkapazität 1971 oder 1972 erreichen sollte.

## Seefauna
Der Williston Lake ist reich an verschiedenen Fischarten. In ihm können z. B. die Regenbogenforelle, die Seeforelle, der Rotlachs, die Dolly-Varden-Forelle, der Hecht, die Stierforelle oder die Heringsmaräne gefunden werden.